# Scutellosaurus
Scutellosaurus ("gušter s malim štitom") bio je rod dinosaura biljojeda koji su prije 200 do 196 milijuna godina (rana jura) nastanjivali Sjevernu Ameriku.
Klasificira se u skupinu Thyreophora, oklopljene dinosaure; njegovim najbližim srodnicima smatraju se Emausaurus i Scelidosaurus, još jedan oklopljeni dinosaur koji je bio četveronožac, za razliku od dvonožnog Scutellosaurusa. Jedan je od najranijih i najprimitivniji do sada zabilježeni predstavnik oklopljenih dinosaura.

## Opis
Scutellosaurus je bio lako građen i vjerojatno sposoban da hoda na zadnjim nogama. Imao je dužinu od oko 1,2 metra, visinu od 50 cm u kuku i težinu od oko 10 kg. U fosilne ostatke spadaju dva skeleta pronađena 1981. u Kayenti (Arizoni), iako je od lubanje pronađena samo donja vilica. Duž vrata, leđa i repa imao je više od 300 malenih, rožinom pokrivenih pločica. One su formirale paralelne redove, čak do pet sa svake strane tijela. Najveće pločice tvorile su jedan ili dva reda uz sredinu leđa od vrata do repa. Neke od njih bile su ravne, druge udubljene. Imao je neobično dug rep, vjerojatno radi uravnoteživanja cijelog oklopljenog tijela i dugih ruku, koje ukazuju na to da je stajao na četiri noge za vrijeme hranjenja. Imao je jednostavne zube koje je koristio za mljevenja i usitnjavanje mekog niskog raslinja. Vjerojatno nije imao mesnate obraze.